# FIFA 15
FIFA 15 (også kendt som FIFA soccer i Nordamerika) er den 22. udgave af Electronic Arts' fodbold videospilserie. Det er udviklet af EA Canada og er udgivet af Electronic Arts under navnet EA Sports. Spillet udkom i Danmark den 25. september 2014, og kan købes til Playstation 3, Playstation 4, Xbox 360, Xbox One, PC og andre konsoller. Der er en gratis demo af spillet tilgængeligt i PSN-Store, Xbox Marketplace og Origin.

## Nye features
FIFA 15 indeholder en række nye features. Her er beskrevet nogle af dem:
Følelsesmæssig intelligens
Spillerne i FIFA 15 udviser mange flere følelser. Der findes nu over 600 forskellige følelsesmæssige reaktioner, som spillerne kan udvise over for hinanden internt på holdet eller mod modstanderen. Spillerne vil reagere mere naturligt på spillet, og vil have forskellige attituder afhængigt af kampens udvikling.
Dynamisk kamppræsentation
Kampene i FIFA 15 vil være mere levende i forhold til tidligere spil i FIFA-spilserien. Tribunerne vil være mere levende, og fans på eksempelvis Anfield Road vil synge "You'll never walk alone", og Manchester City-fans vil lave en ikoniske "The Poznan"-dans, hvor de vender ryggen til spillet. Aktive bolddrenge, LED-skærme og spillere på bænken vil medvirke til at skabe en levende stemning på stadion.
"Kampdag - Live"
Dette er en helt ny feature, hvor man kan følge ens favorithold i virkeligheden, mens man spiller FIFA 15. Man vil blive opdateret med nyheder og rygter fra virkeligheden, mens man spiller, så man aldrig går glip af noget.

## Covers
Lionel Messi vender tilbage som coverfigur på FIFA 15. Messi har været på alle covers af FIFA-spilserien siden FIFA 13, hvor han overtog efter Wayne Rooney. Nogle regioner har også en spiller fra deres region eller en spiller, der spiller i en af regionens ligaer. Spillere der vil være på coveret sammen med Lionel Messi er:
- USA og Canada: Clint Dempsey
- Australien: Tim Cahill
- Italien: Gonzalo Higuaín
- Polen: Robert Lewandowski
- Østrig: David Alaba
- Schweiz: Xherdan Shaqiri
- Mexico: Javier Hernández
- Sydamerika: Arturo Vidal
- Storbritannien, Frankrig, Belgien og Holland: Eden Hazard
- Tjekkiet: Michal Kadlec
- Tyrkiet: Arda Turan
- Japan: Atsuto Uchida
- Den arabiske verden: Yahya Al-Shehri

## Ligaer
For første gang i FIFA-spilseriens historie er hele den tyrkiske fodboldliga med i FIFA 15 og licenseret. Campeonato Brasileiro Série A er dog ikke med i spillet, da EA Sports ikke har kunnet nå til enighed med rettighedshaverne. Der er derfor heller ingen brasilienske hold med i spillet udover landsholdet. Den italienske Serie A og engelske Premier League vil være fuldt licenseret i FIFA 15.
| - Australien / New Zealand - Argentina - Primera División - A-League - Belgien - Pro League - Chile - Campeonato Nacional Scotiabank - Danmark - Superligaen - England / Wales - Premier League - Championship - League One - League Two - Frankrig / Monaco - Ligue 1 - Ligue 2 - Holland - Eredivisie - Italien - Serie A - Serie B - Irland - Airtricity League - Sydkorea - K League | - Mexico - Liga MX - Norge - Tippeligaen - Polen - Ekstraklasa - Portugal - Liga Portuguesa - Rusland - Russian League - Saudiarabien - Saudi Professional League - Skotland - SPL - Spanien - Liga BBVA - Liga Adelante - Sverige - Allsvenskan - Schweiz - Raiffeisen Super League - Tyrkiet - Süper Lig - Tyskland - Bundesliga - 2. Bundesliga - USA / Canada - Major League Soccer - Østrig - Østrigske Bundesliga |